# 小行星5768
小行星5768（英語：5768 Pittich）是一颗围绕太阳公转的小行星。1986年10月4日，愛德華·鮑威爾在可可尼诺县发现了此天体。
这颗小行星的绝对星等为270.76337等。